# 이노우에 조
이노우에 조(일본어: 井上 丈, 1994년 5월 21일 ~ )는 일본의 축구 선수이다.

## 구단 경력
그는 2015년부터 2017년까지 J리그의 그루자 모리오카에서 활동하였다.